# Världsmästerskapen i skidskytte 2016
Världsmästerskapen i skidskytte 2016 avgjordes den 3–13 mars 2016 i Oslo, Norge. På IBU-kongressen i Merano, Italien den 2 september 2012 presenterades Oslo som värdstad. Oslo stod som enda kandidat för detta världsmästerskap. 

## Tävlingsprogram
Totalt elva tävlingar genomfördes under världsmästerskapet.
Alla tider är CET.
| Datum        | Tid   | Gren                             |
| ------------ | ----- | -------------------------------- |
| 3 mars 2016  | 15:30 | Mixstafett 2 × 6 km + 2 × 7,5 km |
| 5 mars 2016  | 11:30 | Herrar 10 km sprint              |
| 5 mars 2016  | 14:30 | Damer 7,5 km sprint              |
| 6 mars 2016  | 13:30 | Herrar 12,5 km jaktstart         |
| 6 mars 2016  | 15:45 | Damer 10 km jaktstart            |
| 9 mars 2016  | 15:30 | Damer 15 km distans              |
| 10 mars 2016 | 15:30 | Herrar 20 km distans             |
| 11 mars 2016 | 15:30 | Damer 4 × 6 km stafett           |
| 12 mars 2016 | 15:30 | Herrar 4 × 7,5 km stafett        |
| 13 mars 2016 | 13:00 | Damer 12,5 km masstart           |
| 13 mars 2016 | 16:00 | Herrar 15 km masstart            |

## Medaljöversikt

### Mixstafett
| Disciplin                       | Guld                                                                              | Silver                                                                   | Brons                                                          |
| Mixstafett (2 × 6 + 2 × 7,5 km) | Frankrike Anaïs Bescond Marie Dorin Habert Quentin Fillon Maillet Martin Fourcade | Tyskland Franziska Preuß Franziska Hildebrand Arnd Peiffer Simon Schempp | Norge Marte Olsbu Tiril Eckhoff Johannes Thingnes Bø Tarjei Bø |

### Herrar
| Disciplin            | Guld                                                                          | Silver                                                        | Brons                                                     |
| Sprint (10 km)       | Martin Fourcade (FRA)                                                         | Ole Einar Bjørndalen (NOR)                                    | Serhij Semenov (UKR)                                      |
| Jaktstart (12,5 km)  | Martin Fourcade (FRA)                                                         | Ole Einar Bjørndalen (NOR)                                    | Emil Hegle Svendsen (NOR)                                 |
| Distans (20 km)      | Martin Fourcade (FRA)                                                         | Dominik Landertinger (AUT)                                    | Simon Eder (AUT)                                          |
| Stafett (4 × 7,5 km) | Norge Ole Einar Bjørndalen Tarjei Bø Johannes Thingnes Bø Emil Hegle Svendsen | Tyskland Erik Lesser Benedikt Doll Arnd Peiffer Simon Schempp | Kanada Christian Gow Nathan Smith Scott Gow Brendan Green |
| Masstart (15 km)     | Johannes Thingnes Bø (NOR)                                                    | Martin Fourcade (FRA)                                         | Ole Einar Bjørndalen (NOR)                                |

### Damer
| Disciplin          | Guld                                                                  | Silver                                                                     | Brons                                                                             |
| Sprint (7,5 km)    | Tiril Eckhoff (NOR)                                                   | Marie Dorin Habert (FRA)                                                   | Laura Dahlmeier (GER)                                                             |
| Jaktstart (10 km)  | Laura Dahlmeier (GER)                                                 | Dorothea Wierer (ITA)                                                      | Marie Dorin Habert (FRA)                                                          |
| Distans (15 km)    | Marie Dorin Habert (FRA)                                              | Anaïs Bescond (FRA)                                                        | Laura Dahlmeier (GER)                                                             |
| Stafett (4 × 6 km) | Norge Synnøve Solemdal Fanny Horn Birkeland Tiril Eckhoff Marte Olsbu | Frankrike Justine Braisaz Anaïs Bescond Anaïs Chevalier Marie Dorin Habert | Tyskland Franziska Preuß Franziska Hildebrand Maren Hammerschmidt Laura Dahlmeier |
| Masstart (12,5 km) | Marie Dorin Habert (FRA)                                              | Laura Dahlmeier (GER)                                                      | Kaisa Mäkäräinen (FIN)                                                            |

## Medaljligan
| Pl.    | Nation    | Guld | Silver | Brons | Totalt |
| ------ | --------- | ---- | ------ | ----- | ------ |
| 1      | Frankrike | 6    | 4      | 1     | 11     |
| 2      | Norge     | 4    | 2      | 3     | 9      |
| 3      | Tyskland  | 1    | 3      | 3     | 7      |
| 4      | Österrike | 0    | 1      | 1     | 2      |
| 5      | Italien   | 0    | 1      | 0     | 1      |
| 6      | Ukraina   | 0    | 0      | 1     | 1      |
| 6      | Kanada    | 0    | 0      | 1     | 1      |
| 6      | Finland   | 0    | 0      | 1     | 1      |
| Totalt | Totalt    | 11   | 11     | 11    | 33     |